# Milla Baldo-Ceolin
Massimilla "Milla" Baldo-Ceolin (12 de agosto de 1924, Legnago, Italia – Padua, 25 de noviembre de 2011) fue una física de partículas italiana. Era la hija del dueño de un pequeño taller mecánico.

## Biografía
Baldo-Ceolin se graduó de la Universidad de Padua en 1952 y seis años después (1958) se convirtió en profesora de física en la misma universidad. En 1963, fue la primera mujer en tener una cátedra (Cátedra del Departamento de Física) en la Universidad. 
El descubrimiento de las antipartículas de protones y neutrones llevó a Baldo-Ceolin a descubrir conjuntamente la antilambda, el primer «antihiperon», con Derek Prowse después de una conferencia en 1957.
En la década de 1970 fue atraída por la física de neutrinos. Fue parte del experimento «NUE» del «CERN», donde trabajó en el equipo de Helmut Fraisser para determinar un valor para el ángulo de Weinberg. Baldo-Ceolin también formó parte de la colaboración italiano-franco-holandés-noruego en relación con el supersincrotrón de protones en el «CERN». Esta colaboración utilizó una cámara de burbujas de deuterio líquido para explorar las interacciones de los neutrinos con protones y neutrones.
En 1976, comenzó un experimento para la observación de oscilaciones electrón-muon-neutrino, que luego continuó con la contribución de colaboración del «NOMAD» (Detector Magnético de Oscilación Neutrino). Baldo-Ceolin tuvo la oportunidad de desplegar sus habilidades principales durante ese proyecto de colaboración. 
También apoyó el desarrollo del experimento «ICARUS» y su instalación en el laboratorio Gran Sasso. En Padua, desde 1965 hasta 1968, fue jefa de la sección local del Instituto Nacional de Física Nuclear (INFN) y de 1973 a 1978 fue jefa del Departamento de Física.  En 1998, inició la serie de talleres internacionales sobre telescopios de neutrinos en el «Istituto Veneto di Scienze, Lettere ed Arti». También fue coordinadora de las redes europeas de osciladores de neutrinos. Cuando Baldo-Ceolin murió, todavía era profesora emérita en la Universidad de Padua, un papel que se le atribuyó en 1998.

## Premios
A lo largo de su carrera, Baldo-Ceolin recibió los siguientes premios:
- 1976: galardonado con el premio «Feltrinelli» por la «Accademia dei Lincei».
- 1978: Medalla de oro por la educación y las artes por la «Benemeriti della Scuola, della Cultura e dell'Arte».
- 1995: Medalla de oro por la ciencia por la «Benemeriti della Scienza e della Cultura».
- 2007: Premio Enrico Fermi de la Sociedad Física Italiana.